# Гаврилова Слобода
Гаврилова Слобода́ — село в Україні, у Середино-Будській міській громаді Шосткинського району Сумської області. До 2020 орган місцевого самоврядування — Старогутська сільська рада.
Населення становить 86 осіб.

## Географія
Село знаходиться на лівому березі річки Уличка, вище за течією на відстані 1,5 км розташоване село Полянка (ліквідоване в 1988 р.), нижче за течією на відстані 1 км розташоване село Нова Гута, на протилежному березі — знаходилось село Гаврилове (ліквідоване в 2007 р.).

## Назва
За переказами, Гаврилова Слобода запозичила свою назву від імені засновника — Гаврила Івановича Головкіна. До революції назва села в списках населених пунктів писалася так: Гаврилова Слобода — 1859, 1892, 1897, 1901 рр., Село Слобода Гаврилова — 1897, 1913, 1917 рр. і т. д.

## Символіка
На гербі зображена рука з шаблею що виходить з хмари, яка взята з герба засновника - Гаврила Івановича Головкіна. Восьмипроменева зірка вказує на другу частину назви - Слобода, і символізує надію на краще життя для всіх поселенців слободи. Зелений колір - село лежить на Сіверщині.

## Історія
За припущенням Олександра Лазаревського, поселення було засноване відомим державним діячем Росії, першим канцлером Російської імперії, графом Гаврилом Івановичем Головкіним (1660 — 25.07.1734). Якщо це дійсно так, то це сталося між 1711 і 1734 рр., коли Гаврило Іванович володів у сотні населеними пунктами Чуйківка і Журавка.
У володінні Г. І. Головкіна Гаврилова Слобода перебувала до його смерті, яка настала 25 липня 1734, після чого, ймовірно, була зарахована до казенного відомства і надавалася на ранг правителям Малоросії.
У 1764 році вона разом з Винторівкою і Середино-Будою була надана генерал-губернатору Малоросії Петру Олександровичу Румянцеву-Задунайському, який на момент опису Новгород-Сіверського намісництва 1779–1781 рр. володів в ній 61 двором і 63 хатами. У той час в селі проживало 66 обивателів зі своїми сім'ями, які землеробством займалися мало через нестачу орних земель, а «прибуток мали від винокуріння, яке вони справляли з хліба», що купували в Середино-Буді і Погощі, а готову продукцію відвозили в Очкине і сплавляли по річці Десні в містечко Городище.
Після смерті Петра Румянцева-Задунайського Гаврилова Слобода залишалася вільним населеним пунктом і в 1795 році нараховувала 215 податкових душ чоловічої статі, 162 з яких складали міщани, 50 — державні селяни і 3 — власницькі селяни.
Напередодні скасування кріпацтва, 1859 року у власницькому селі Новгород-Сіверського повіту Чернігівської губернії мешкало 863 особи (422 чоловічої статі та 441 — жіночої), налічувалось 113 дворових господарства, існувала православна церква.
На початку 1880-х років в селі працювали 2 лавки, 3 вітряних млини, 4 крупорушки, 1 маслоробний завод і ряд інших невеликих підприємств. Більшість з них належали місцевим землевласниками, серед яких виділялися відставний майор Борис Воскобойников, дворянин Микола Миколайович Калугін, купець Василь Степанович Шапошніков та інші. У 1767 році в Гавриловій Слободі була зведена православна церква Архистратига Михаїла, у якій в 1779–1781 рр. служив 1 священик і 2 паламаря.
Згідно з розкладом парафій і приходів Чернігівської єпархії від 17 січня 1876 року, Михайлівська церква входила до складу Гаврилівсько-Голубівського приходу, настоятелем якого в 1879 році був священик Михайлівської церкви села Голубівки Іоанн Максимович, а помічником настоятеля — священик Михайлівської церкви села Гаврилова Слобода Олександр Головачевський.
У жовтні 1860 в селі була відкрита церковно-приходська школа, у якій в 1860–1861 навчальному році навчалося 25 хлопчиків і 1 дівчинка, а в 1885 році — земська школа, яку в 1901 році відвідувало 89 хлопчиків і 28 дівчаток. На початку ХХ століття вчителем у школі працював Григорій Павлович Теслюк, а законовчителем священик Олександр Головачевський. На утримання школи земство виділяло 320 руб., а сільська громада 120 руб.
За даними на 1893 рік у поселенні мешкало 1253 особи (661 чоловічої статі та 592 — жіночої), налічувалось 187 дворових господарства.
За переписом 1897 року кількість мешканців зменшилась до 1177 осіб (538 чоловічої статі та 639 — жіночої), з яких 1165 — православної віри.
Відсоток грамотності серед жителів Гаврилової Слободи був одним з найвищих у Новгород-Сіверському повіті і на початку 1897 становив 38,5%. 
12 червня 2020 року, відповідно до Розпорядження Кабінету Міністрів України № 723-р «Про визначення адміністративних центрів та затвердження територій територіальних громад Сумської області» увійшло до складу Середино-Будської міської громади. 
19 липня 2020 року,  в результаті адміністративно-територіальної реформи та ліквідації Середино-Будського району, село увійшло до Шосткинського району.